# Grallipeza cristulata
Grallipeza cristulata är en tvåvingeart som beskrevs av Cresson 1926. Grallipeza cristulata ingår i släktet Grallipeza och familjen skridflugor. Inga underarter finns listade i Catalogue of Life.